# جودی وینتر
جودی وینتر (آلمانی: Judy Winter؛ زادهٔ ۴ ژانویهٔ ۱۹۴۴) هنرپیشه اهل آلمان است.
از فیلم‌ها یا برنامه‌های تلویزیونی که وی در آن نقش داشته‌است می‌توان به پرونده‌ای برای دو نفر و درک اشاره کرد.